# Consuelo Salgar de Montejo
Consuelo Salgar de Montejo (Bogotá, 30 de septiembre de 1928 - Miami, 1 de octubre de 2002), conocida también como Consuelo de Montejo, fue una   periodista, política y empresaria de medios colombiana, militante del Partido Liberal Colombiano.
Es reconocida por ganar la licitación para dirigir el primer canal de televisión privado en Colombia: Teletigre,  el más importante de su tiempo hasta su expropiación gubernamental, y transformación en el actual Canal Institucional. Consuelo Salgar de Montejo se considera una de las mejores y más destacadas periodistas de Colombia.
Luego de varios años de éxito en el periodismo y en la política,  se vio obligada en 1980 a defenderse y adelantar un proceso judicial contra el gobierno de Julio César Turbay, logrando que el gobierno le reconociera la vulneración de sus derechos por la privación injusta de su libertad a raíz de la imposición del Estatuto de Seguridad.

## Biografía
Consuelo Salgar Jaramillo nació en Bogotá el 30 de septiembre de 1928, en el seno de una prestigiosa familia de la élite social e intelectual de la ciudad.

### Estudios e inicios periodísticos
Sus primeros estudios los realizó durante la II Guerra Mundial en Londres, Inglaterra. A su regreso a Colombia, ingreso al colegio Nuevo Gimnasio, donde realizó su bachillerato. Estudió filosofía y psicología en la Universidad de Berkeley en California, Estados Unidos.
Comenzó su vida laboral en la prestigiosa agencia de publicidad McCann Erickson y más tarde estableció su propia agencia publicitaria, Publicidad Técnica, una de las más importantes de Colombia en su momento. También trabajó como directora de televisión y en la revista Semana como escritora de temas políticos y sociales, cuando la publicación era de propiedad del expresidente Alberto Lleras- y revolucionó el mundo de la publicidad con la revista Flash, destacada por sus portadas de caricaturas y color, y su lectura ágil.

### Medios de comunicación
El 1966 ganó la licitación para el primer canal privado de televisión de Colombia, Teletigre (TV-9 Bogotá), el cual estuvo al aire por 5 años desde el 13 de enero de 1966, siendo un hito revolucionario para la historia de la televisión colombiana. El canal emitía programas extranjeros, especialmente estadounidenses de amplia acogida, gracias a un convenio con la cadena ABC. En la programación habitual se presentaron programas populares de los años 60 como Batman (con Adam West), The Addams, Green Hornet (con Bruce Lee), y  The Beatles, entre muchos otros. 
Alternando sus actividades como empresaria de medios, inició su carrera política en 1970 como Representante a la Cámara a través del Movimiento Liberal Independiente (MLI), disidencia del liberalismo oficial y del Movimiento Revolucionario Liberal (MRL), de Alfonso López Michelsen.
Su canal llegó a su fin ya que, pese a pertenecer a una familia influyente y de ser congresista de Colombia, el 2 de enero de 1971, durante el gobierno conservador de Pastrana el canal fue expropiado por el estado y renombrado como Tele 9 Corazón. La expropiación respondió a la oposición y cuestionamientos que la programadora hacía del Frente Nacional, coalición a la que pertenecía el gobierno conservador de Misael Pastrana.
Luego de perder su canal, Salgar de Montejo fundó varios diarios, entre los que se encontraba El Bogotano, el 1° de octubre de 1973,  que llegó a ser el segundo en circulación a nivel local, que además era muy conocido y popular; El Caleño, el 15 de marzo de 1976; y los diarios El Periódico y El Matutino. También escribió el libro "Un siglo en Guerra" 

### Carrera política

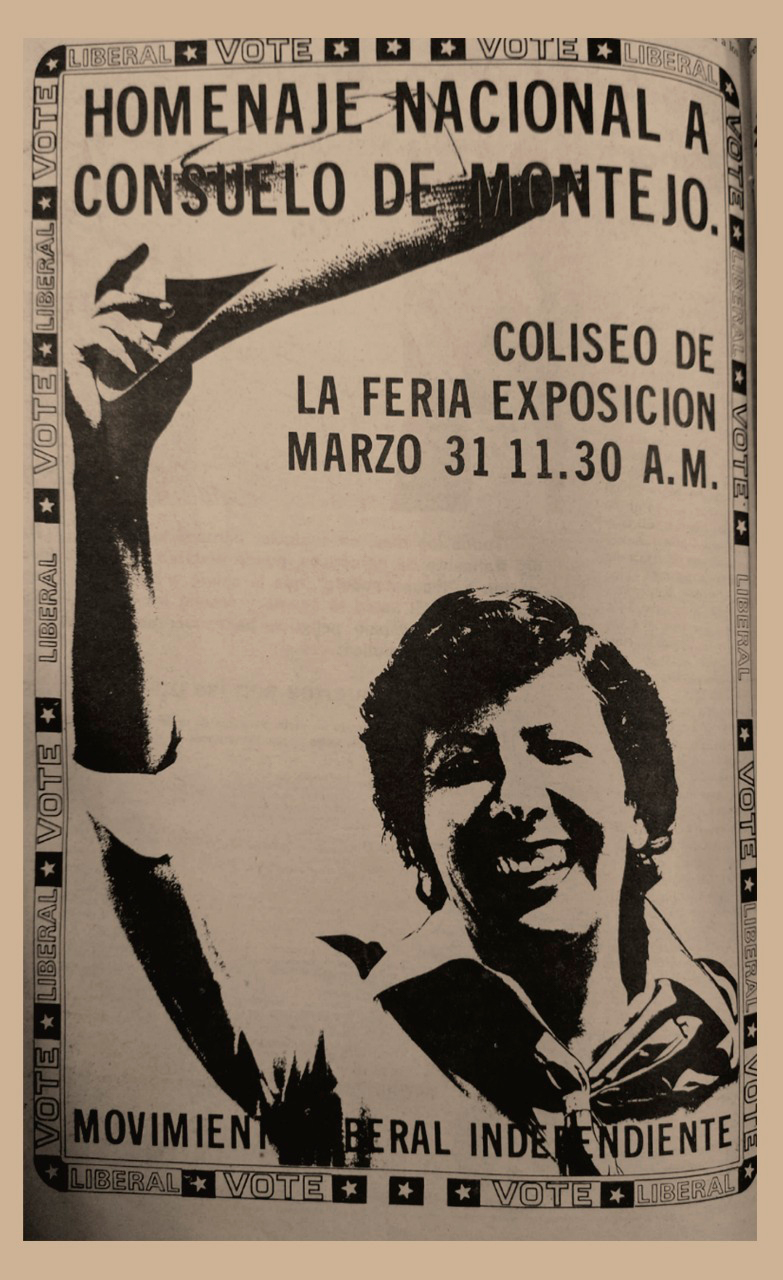
Póster en honor a Consuelo de Montejo, 2002.

Fue fundadora del Movimiento Independiente Liberal (MIL) disidente del Partido Liberal Colombiano. En 1978 fue elegida senadora por el liberalismo, y también estuvo en el Concejo de Bogotá, el cual llegó a presidir. Tuvo muchos enfrentamientos con opositores políticos, y siempre se caracterizó por ser una mujer con talante que defendía sus puntos de vista con ferocidad.

#### Encarcelamiento y juicio internacional
En el marco del polémico Estatuto de Seguridad, aprobado en el gobierno de Julio César Turbay, Montejo fue procesada y sentenciada por un tribunal militar, el 7 de noviembre de 1979 (con sentencia confirmada el 14 de ese mismo mes), por presuntamente vender un arma de fuego, siendo encarcelada en la prisión femenina de cárcel El Buen Pastor en Bogotá, durante 4 meses, tiempo durante el que se dedicó a ayudar a sus compañeras reclusas a recobrar su libertad. Desde allí escribío sus editoriales con su famosa cuartilla, El Bogotano.
Pese a haber sido condenada a un año de prisión, el 30 de marzo de 1980, Salgar de Montejo recuperó su libertad por la presión internacional, bajo el argumento que su pena había sido cumplida. Consuelo presentó su caso el 18 de diciembre de 1979, a través de su abogado Pedro Pablo Camargo, a tribunales internacionales, involucrando a la ONU y a Amnistía Internacional en el litigio, ya que consideraba que su caso era persecución política por sus publicaciones en El Bogotano. Luego de 2 años, la Corte Interamericana de Derechos Humanos condenó al estado colombiano, mediante sentencia del 28 de marzo de 1982, a pagar a Salgar de Montejo una compensación por la vulneración de sus derechos. por la privación de la libertad injusta que sufrió. El proceso fue muy polémico y mediático y se conoció como Salgar de Montejo v. Colombia.
A finales de los años 80, fue concejal de Bogotá y llegó a presidir el cabildo. En 1990 el periódico dejó de circular. A finales de los años noventa se dedicó a la publicidad y como consultora de marketing periodístico.
Consuelo Salgar de Montejo falleció en Miami, Estados Unidos, el 1 de octubre del año 2002, a los 74 años de edad, víctima de un infarto y un cáncer linfático.

## Familia
Consuelo Salgar era miembro de varios círculos aristocráticos de Bogotá, estando emparentada por consanguinidad y matrimonio con expresidentes de Colombia, vinculados con el Partido Liberal Colombiano y la prensa nacional.
Era hija de Jorge Salgar de la Cuadra y de su esposa Margot Jaramillo Arango. Su padre era nieto del político liberal radicalEustorgio Salgar Moreno, quien ocupó la presidencia de Colombia entre 1870 y 1872, y se distinguió por sus esfuerzos educativos, y sobrino nieto a su vez de Januario Salgar Moreno, político y educador colombiano, rector de la Universidad Nacional de 1874 a 1877.
Por el lado materno, Consuelo Salgar Jaramillo pertenecía una familia de abogados, diplomáticos e intelectuales, la familia Jaramillo Arango. Jaime Jaramillo Arango, prestante médico, profesor universitario, rector de la Universidad Nacional de Colombia, Ministro de Educación y embajador en el Reino Unido en el periodo de entreguerras, era su tío materno. Lo mismo que el  reconocido jurista, Rubén Jaramillo Arango, con lo cual está emparentada con la periodista y escritora Virginia Vallejo, sobrina nieta de los Jaramillo Arango.

### Matrimonio y descendencia
Consuelo se casó en Bogotá con Leopoldo Montejo Peñaredonda, el 1° de diciembre de 1951, con quien tuvo a sus 5 hijos Leopoldo, Patricia, Mauricio, Andrés y Felipe Montejo Salgar.
Su esposo era sobrino bisnieto de Leopoldina Montejo Camero, la madre de Eduardo y Enrique Santos Montejo; y esposa del periodista Francisco Santos Galvis, descendiente de Antonia Santos. Eduardo fue presidente de Colombia entre 1938 y 1942 y director del periódico El Tiempo desde 1915 hasta 1974; y Enrique es la cabeza de la rama familiar de la que desciende el exvicepresidente de Colombia Francisco Santos y su primo el expresidente de Colombia Juan Manuel Santos.

## Legado
En el 2004 su antiguo canal bajo control estatal pasó a ser "Canal Institucional" y hoy se conoce como "Señal Institucional" bajo el control directo del Estado colombiano. Hoy el canal regresó en formato virtual como canal de YouTube y es controlado por la casa editorial dueña del periódico El Bogotano.  El Bogotano reapareció como un periódico virtual en el 2016 y continúa a la fecha en emisión.